# Заград (Радече)
Заград (словен. Zagrad), је насељено место у словеначкој општини Радече у покрајини Долењска која припада Посавској регији. До јануара 2014. је припадало Савињској регији.
Налази се северно од насеља Свибно на надморској висини 378,8 м, површине 3,12 км². Приликом пописа становништва 2011. године насеље је имало 88 становника. 